# Paweł Gulcz
Paweł Gulcz (ur. 28 stycznia 1979) – polski lekkoatleta, skoczek wzwyż, wicemistrz Polski. Reprezentant Polski.

## Kariera sportowa
Był zawodnikiem AZS-AWF Gorzów Wielkopolski, jego trenerem był m.in. Zygmunt Walczak.
Na mistrzostwach Polski seniorów na otwartym stadionie zdobył jeden srebrny medal w skoku wzwyż: w 2001. 
Reprezentował Polskę na mistrzostwach świata juniorów w 1998 (odpadł w eliminacjach z wynikiem 2,05) oraz młodzieżowych mistrzostwach Europy w 1999 (13 m. z wynikiem 2,13) i 2001 (4 m. z wynikiem 2,18).
Rekord życiowy w skoku wzwyż: 2,25 (4.06.2000).